# デメクロサイクリン
デメクロサイクリン（英：Demeclocycline（INN、BAN、USAN）、商品名Declomycin）はStreptomyces aureofaciensの変異株に由来するテトラサイクリン系抗生物質である。

## 用途
デメクロサイクリンは、様々な細菌感染症の治療に正式に適応がある。ライム病 、尋常性痤瘡 、気管支炎などの治療に使用されるが、耐性菌が徐々に一般的になっており、デメクロサイクリンは現在では感染症の治療に用いられることは稀である。
抗利尿ホルモン不適合分泌症候群（SIADH）による低ナトリウム血症（血中ナトリウム濃度低下）の治療において、水分制限だけでは効果がない場合に（米国を含む多くの国では適応外使用ではあるが）広く使用されている。生理学的には、これはADHに対するcollecting tubule cellsの反応性を低下させることにより作用する。
SIADHにおける使用は、実際には副作用に依存している。デメクロサイクリンは腎性尿崩症（尿を濃縮できないことによる脱水）を誘発する。
SIADHにおけるデメクロサイクリンの使用は、1975年に初めて報告され 、1978年には、大規模な研究により、当時唯一利用可能な治療法であった炭酸リチウムよりも有効で忍容性が高いことが認められた。かつてはデメクロサイクリンがSIADHの治療薬として使用されていたが、トルバプタンなどのバソプレシン受容体拮抗薬が利用可能になった現在では、それらに置き換わる可能性がある。

## 使用禁忌
他のテトラサイクリン系抗生物質と同様、デメクロサイクリンは小児および妊娠中または授乳中の女性には禁忌である。テトラサイクリン系抗生物質はすべて骨の発育を妨げ、歯を変色させる可能性がある.。

## 副作用と相互作用
副作用は他のテトラサイクリン系抗生物質と同様である。日光による皮膚反応が報告されている。他の数少ないテトラサイクリン誘導体と同様、デメクロサイクリンは腎性尿崩症を引き起こす。さらにデメクロサイクリンは、リチウムと同様の向精神薬の副作用を持つ可能性がある。
テトラサイクリン系抗生物質はカルシウム、鉄（経口投与時）、マグネシウムなどの陽イオンと結合し、不溶性で消化管に吸収されない。デメクロサイクリンは、食品（特に牛乳などの乳製品）や制酸薬と一緒に服用してはならない。

## 作用機序
関連するテトラサイクリン系抗生物質と同様、デメクロサイクリンは30Sリボソームサブユニットに結合してアミノアシルtRNAの結合を阻害し、細菌によるタンパク質合成を阻害する。静菌性（細菌の増殖を阻害するが、直接殺すことはない）である。
デメクロサイクリンは、ホルモンが腎臓のバソプレッシンV2受容体に結合した後、細胞内のセカンドメッセンジャーカスケードを阻害する（具体的には、アデニル酸シクラーゼの活性化を阻害する）ことにより、バソプレッシンの腎作用を阻害する。しかし、デメクロサイクリンがどのように作用するかは、まだ正確に解明されていない。

## 商品名
商品名には、Declomycin、Declostatin、Ledermycin、Bioterciclin、Deganol、Deteclo、Detravis、Meciclin、Mexocine、Clortetrinなどがある。